# King Camp Gillette

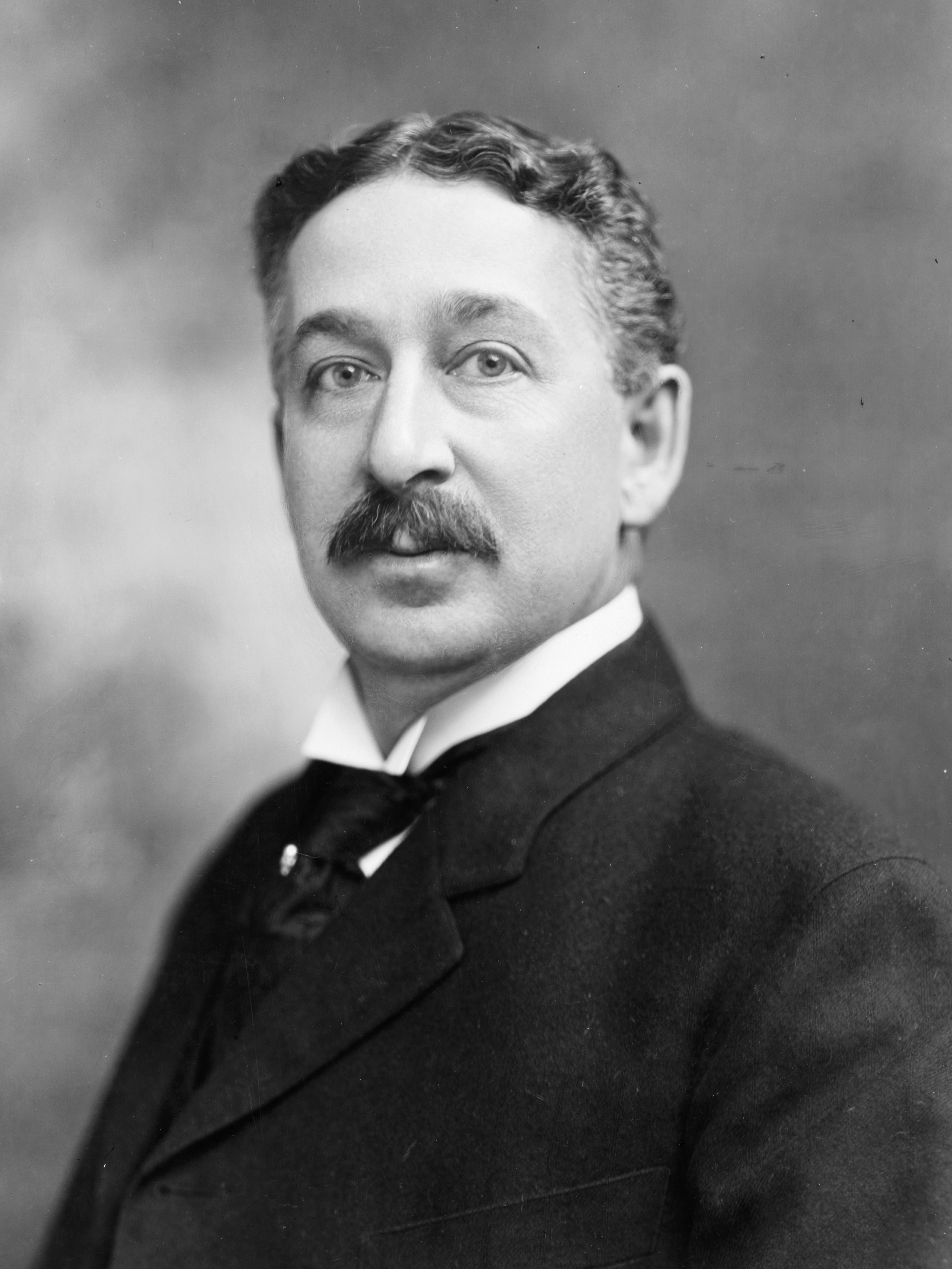
King Camp Gillette

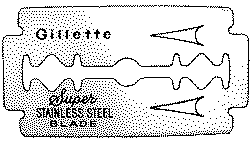
Tweezijdig Gillette-mesje

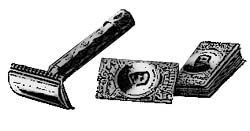
Krabbertje van Gillette met enkele verpakte mesjes zoals die omstreeks 1920 werden verkocht

King Camp Gillette (5 januari 1855 – 9 juli 1932) was een Amerikaanse uitvinder en utopist. De ontwikkeling van het verwisselbare scheermesje maakte hem tot miljonair. Daarnaast werkte hij vergeefs aan de realisering van een socialistische samenleving.

## Levensloop
Gillette werd geboren in Fond du Lac, een dorpje in Wisconsin. Zijn vader George Wolcott Gillette was aanvankelijk handelaar/uitvinder en later makelaar in octrooien. Gillettes moeder Fanny Lemira Camp zou in Amerika bekendheid krijgen als schrijfster van het White House Cookbook: een in 1887 verschenen kookboek en handleiding voor 'de ingenieuze huisvrouw'.
Bijgevolg groeide Gillette op in een omgeving waarin het innovatief nastreven van succes welbekend was. Het zou meer dan veertig jaar duren voor hij erin slaagde zijn ouders op dit gebied voorbij te streven. Tot die tijd werkte hij als handelsreiziger en vertegenwoordiger. Zijn bekendste werkgever in deze periode was William Painter, de uitvinder van de kroonkurk en oprichter van de Crown Cork and Seal Company, die hem volgens de overlevering het advies meegaf om, als hij echt rijk wilde worden, iets te gaan verkopen wat de mensen weggooien.
In 1894 was Gillette naar buiten getreden met een boek: The Human Drift, een antikapitalistische verhandeling over utopisch socialisme. Hij zou die ideologie zijn leven lang blijven aanhangen.

### Scheermesjes en The Gilette Company
Kort na zijn samenwerking met Painter begon Gillette aan het uitwerken van zijn ideeën over een verwisselbaar mesje voor het al eerder uitgevonden veiligheidsscheermes, of krabbertje. Scheermesjes moesten in die tijd voortdurend geslepen worden door de gebruiker. Gillette bedacht dat een vervangbaar, flinterdun metalen plaatje met een scherpe rand wellicht handiger zou zijn. Hij zocht jarenlang naar iemand met voldoende vakkennis om de technische kant van het probleem op te lossen. Uiteindelijk vond hij zijn partner in de metaalkundige William Emery Nickerson. Samen richtten ze in 1901 The American Safety Razor Company op (later: The Gillette Safety Razor Company). Vanaf 1903 kwamen de mesjes op de markt. In 1904 volgde het octrooi op het tweezijdige mesje, waarvan niet één, maar beide lange zijden waren geslepen.
Het mesje werd een succes door nog een innovatie die initieel aan Gillette werd toegeschreven, dit keer op het gebied van marketing: de houdertjes voor de Gillette-mesjes werden weggegeven; een investering die al snel werd terugverdiend met de verkoop van de mesjes. De werkelijkheid is evenwel dat Gillette dit model pas toepaste na het verstrijken van het octrooi, en doordat zijn concurrenten dit ook deden.
Rond 1910 hadden de scheermesjes Gillette rijk gemaakt. Doordat zijn portret prominent op de Gillette-verpakkingen prijkte was hij een beroemd man. Hij zocht contact met andere grootheden uit die dagen zoals Henry Ford en Theodore Roosevelt in een poging zijn ideeën over een utopische samenleving in de praktijk te brengen. Hij vond echter geen medestanders. 
Tijdens de beurscrash van 1929 verloor Gillette nagenoeg zijn complete fortuin. In de laatste jaren van zijn leven werkte hij aan een methode om olie te winnen uit leisteen.